# 西部の無法男
西部の無法男（せいぶのむほうおとこ、en:The Savage Horde）は、1950年に公開されたアメリカ合衆国の西部劇映画。
監督ジョセフ・ケイン。脚本ケネス・ガメト。出演ウィリアム・エリオット、ローナ・グレイ、グラント・ウィザース、バーブラ・フラー、ノア・ビアリー・Jr、ジム・デイヴィス、ボブ・スティール。
この映画は1950年5月22日リパブリック・ピクチャーズによって公開された。

## あらすじ
ユタ州の小さな町で騎兵隊から逃走中のジョン、リンゴ、ベイカーは訪れた町に潜伏中に地元の牧場主の土地争いに巻き込まれる。

## キャスト
| 役名         | 俳優                       | 日本語吹替        |
| 役名         | 俳優                       | 日本テレビ版      |
| ------------ | -------------------------- | ----------------- |
| リンゴ       | ウィリアム・エリオット     | 大木民夫          |
| プロクター   | グラント・ウィザース       | 若山弦蔵          |
| リビィ       | エイドリアン・ブース       | 公卿圭子          |
| グレン       | ノア・ビアリー・Jr         | 愛川欽也          |
| ルイザ       | バーバラ・フラー           | 園部絹子          |
| ベイカー中尉 | ジム・デイヴィス           | 広川太一郎        |
| 判事         | ウィル・ライト             | 北村弘一          |
| ダンサー     | ボブ・スティール           | 村瀬正彦          |
| 大佐         | ダグラス・ダンブリル       | 塩見竜介          |
| ファーガス   | ロイ・バークロフト         | 村越伊知郎        |
| ジェフリィ   | ロイ・イングレアム         | 八奈見乗児        |
| バック       | アール・ホジンズ           | 諏訪孝二          |
| スチュアート | スチュアート・ハンブレン   | 大竹宏            |
| ゴーディ軍曹 | ハル・タリアフェロ         | 仙波和之          |
| モレリス     | チャールズ・スティーブンス | 風祭修一          |
| 保安官       |                            | 平井俊明          |
| バーネス夫人 |                            | 吉行知子          |
|              |                            |                   |
| 演出         | 演出                       | 佐藤敏夫          |
| 翻訳         | 翻訳                       | 沖由也            |
| 効果         |                            |                   |
| 調整         |                            |                   |
| 制作         | 制作                       | 東北新社          |
| 解説         |                            |                   |
| 初回放送     | 初回放送                   | 1964年2月23日製作 |